# Christgau's Record Guide: The '80s
Christgau's Record Guide: The '80s es un libro de referencia musical escrito por el crítico y ensayista estadounidense Robert Christgau. Publicado en 1990 por la editorial Pantheon Books, recopila aproximadamente 3000 revisiones de álbumes, la mayoría de ellas escritas originalmente por Christgau durante los años 1980 para su columna mensual «Consumer Guide» del periódico The Village Voice. Abarca una gran variedad de géneros y desarrollos musicales de la década, a los que se les da una visión general en sus ensayos introductorios, como también información sobre sus criterios de calificación.
El libro recibió reseñas favorables por parte de los críticos. Tanto la sensibilidad de Christgau como las cualidades entretenidas y perspicaces de sus juicios fueron elogiadas, aunque algunos consideraron que la escritura era demasiado desafiante para la mayoría de los lectores. La guía forma parte de la trilogía Consumer Guide integrada por la precuela Christgau's Record Guide: Rock Albums of the Seventies de 1981 y la secuela Christgau's Consumer Guide: Albumes of the '90s de 2000.

## Antecedentes
Christgau's Record Guide: The '80s es el segundo libro de la serie Consumer Guide —antecedido por Christgau's Record Guide: Rock Albums of the Seventies (1981)— que recopila, revisa y amplia las reseñas de álbumes escritas por Christgau originalmente para su columna «Consumer Guide», publicada mensualmente en la revista The Village Voice durante la década de los ochenta. En el proceso de revisar veinte grabaciones por mes para la columna, Christgau en 1990 le dijo al periódico Chicago Tribune que se había convertido en un «procesador de música», ya que dedicaba entre doce a catorce horas al día para escuchar discos:

«Hay algo muy mecánico en lo que hago. Soy una máquina sofisticada y muy bien engrasada, pero soy una máquina. Pongo la música en mi cabeza incluso cuando no la estoy escuchando porque sé que algo se borra. No es la única forma de ser crítico. Algunos escuchan lo bueno, lo escuchan con atención y escriben sobre eso. Pero para ofrecer una visión general de lo bueno y lo malo, es la única manera de hacerlo. No lo hago lo suficiente para mi gusto. pero sé que hago más que nadie, así que eso es satisfactorio».

Más tarde, Christgau comentó que pasó entre uno a dos años transformando las reseñas originales para este libro y volvió a escuchar cada disco en dos ocasiones.

## Contenido
El libro recopila 3000 reseñas, escritas con entre cincuenta a ciento cincuenta palabras y acompañadas con una calificación en letras; ordenadas alfabéticamente por el nombre del artista que grabó el álbum, el año de lanzamiento y el sello discográfico que lo publicó. Los estilos de música que abarca la colección incluyen rock, pop, country, blues, jazz, hip hop, heavy metal, punk, post-punk y una variedad de world music como el reggae y la música africana. Como uno de los primeros críticos del worldbeat, también incluyó reseñas de la música de Senegal, Nigeria y Sudáfrica.
En el ensayo introductorio del libro, Christgau establece un criterio doble (importancia y calidad) para la música revisada en la guía. La importancia se divide entre: el impacto cultural (alcanzada comercialmente o solo sociopolíticamente, con alguna preferencia adicional), aclamación subcultural (especialmente por parte de productores y consumidores de la crítica rock, pero también por DJ de rock moderno y dance) y desempeño del pasado (cada vez más problemático a medida que más y más artistas llegan a la mediana edad). Mientras que la calidad la identifica con un sistema de calificación. Al igual que su antecesor, el libro tiene un sistema de puntuación en una escala de A+ a E-; con menos álbumes con una nota de C- o C+ que en la edición anterior. Los discos B+ son los más comunes en la guía, que son definidos por el autor como los más satisfactorios gracias, por lo menos, a la mitad de sus canciones. Christgau comentó: «En la escuela, B+ es una buena calificación; cualquier estudiante se conformará con la casi excelencia que implica. También es un cumplido en el Consumer Guide».
Adicionalmente, hay ensayos introductorios sobre desarrollos y tendencias musicales durante la década de los ochenta. En uno de ellos, Christgau identifica la fusión entre el post-punk y el post-disco como uno de los principales desarrollos del decenio, y acuñó el término dance-oriented rock para describir su síntesis. Además, posee un apéndice que enumera los artistas que pasó por alto en las revisiones y una colección de álbumes de antes de 1980 —que incluye algunos out of prints— llamada «Gone But Not Forgotten». Por otro lado, el libro se imprimió con una dedicación a su hija Nina, a quien el autor junto con su esposa Carola Dibbell había adoptado en Honduras en 1985.

## Historial de publicación
Christgau's Record Guide: The '80s se puso a la venta en octubre de 1990 por la editorial Pantheon Books y cuatro años más tarde Da Capo Press la reimprimió. Una vez que se publicó Christgau's Consumer Guide: Albums of the '90s en 2000, se completó la serie de tres volúmenes llamada Consumer Guide. La colección estuvo disponible en el sitio web de Christgau después que salió en línea en 2001.

## Críticas
En 1991, John Lawson de la revista School Library Journal dijo que «funciona bien no solo por sí mismo, sino también como actualización» de las guías The New Rolling Stone Album Guide (1983) y The New Trouser Press Record Guide (1989), incluso si cubre solo una década de música. La publicación Australian Academic and Research Libraries de la Asociación de Bibliotecas e Información de Australia mencionó que Christgau «da rienda suelta a su sentenciosidad y demuestra cuan legibles pueden ser las obras de referencia». El crítico de rock Greil Marcus en la contraportada del libro indicó que: «Las entradas cubren una década de trabajo de un intérprete, que a veces se leen como pequeñas novelas, llenas de suspenso, dramas, tragedias o farsas. Pero lo que hace que el libro funcione es la capacidad infinita de Christgau de sorprender».
Robert Hilburn de Los Angeles Times consideró que la colección reforzaba una serie de cualidades del autor: como extender su interés más allá de los artistas individuales de las grabaciones hacia un «estado de rock y la riqueza de su cultura»; como «desafía constantemente a los artistas, fanáticos y otros críticos para exigir más de ellos mismos y de sus favoritos» y «porque alimenta desarrollos nuevos y significativos, aunque sean poco comerciales o controvertidos». Además, Hilburn estimó que Christgau era la referencia principal para la música popular y el equivalente periodístico de Bob Dylan o Neil Young: «Sencillamente, Christgau escribe con la misma independencia imprudente, feroz y excéntrica que alimenta a nuestros artistas pop más valiosos». La «elocuencia cargada» del libro simbolizó la música rock en la mente de Greg Kot del Chicago Tribune, quien no pudo recomendarlo «lo suficiente», encontrando las entradas de la cantante pop Debbie Gibson y la del grupo de hip hop Public Enemy como divertidas de leer.
No obstante, no estuvo exento de críticas negativas. Hilburn cuestionó la «despedida malhumorada» de Christgau para la revisión del álbum debut de U2; observó una parcialidad en los discos de world music del tercer mundo y una impenetrabilidad como escritor, citando a la reseña de See How We Are (1987) de la banda X como ejemplo de este último punto. Kot consideró que el autor era menos comprensivo con el heavy metal y llamó inaccesibles algunos de los escritos: «A veces asume un entendimiento íntimo no solo del disco que está discutiendo, sino también de una gran cantidad de preocupaciones periféricas que la mayoría de sus lectores no podrían poseer». Barry Miller del Library Journal elogió la amplia cobertura musical, pero consideró que la escritura era sutil y untuosa: «Los gustos católicos de Christgau proporcionan una cornucopia maravillosa, pero el efecto acumulativo de su prosa final y de sus construcciones verbales gimnásticas ("boho americanismo", "disco antipunk", "post-rock art-rock", "mucho pusho", etc) es vacío». Además, Miller sugirió a The New Trouser Press Record Guide de 1989 como una alternativa de «profundidad e información» superior.

## Legado
En la segunda mitad de la década de los noventa, la Asociación de Bibliotecas de Música lo empleó como obra de referencia para la guía destinada a bibliotecarios y coleccionistas A Basic Music Library: Essential Scores and Sound Recordings, publicada en 1997 por la American Library Association de los Estados Unidos. De acuerdo con M. Thomas Inge en el libro The Greenwood Guide to American Popular Culture de 2002, Christgau's Record Guide: The '80s fue un precursor para una serie de guías musicales como por ejemplo All Music Guide, MusicHound y Rough Guides, y «mantuvo una atemporalidad ingeniosa... Los juicios de Christgau son incisivos, informados y divertidos».
En 2006, la serie Consumer Guide ocupó el quinto lugar en la lista de los diecisiete libros esenciales sobre la música popular realizado por el sitio The A.V. Club. Christgau's Record Guide: The '80s destacó como el mejor de los tres y se señaló que «cubría una década cuando el top 40 y la radio de la universidad eran igualmente irresistibles y Christgau podía aplicar su ojo naturalmente escéptico a los artistas que soportaban el escrutinio o se reducían a la nada». El periodista Michaelangelo Matos, quien ha sido influido por Christgau, dijo que los dos primeros volúmenes de la serie los había leído con mucha frecuencia cuando era adulto. Junto con la capacidad del autor para «destilar la esencia de un disco en un puñado de palabras», Matos destacó su humor citando a «la mejor oración individual jamás escrita» en la revisión de Dirty Mind de Prince: «Mick Jagger debería plegar su pene y volver a casa». Noel Murray del semanario Nashville Scene citó a esta guía, y también a su antecesora, como «obras seminales para críticos de rock en ciernes, que pueden aprender de ellos el arte de la concisión y la virtud de manejar opiniones fuertes respaldadas por un espíritu general de entusiasmo».